# Mary Ann Buxton
Mary Ann Buxton, född Streetin 1795, död 18 oktober 1888, var en nyzeeländsk skolledare och landägare. Hon drev Nya Zeelands kanske mest framgångsrika kombinerade småbarnsskola och flickpension i Thorndon mellan 1841 och 1878. Hon var också en framgångsrik godsägare, och utökade kraftigt de jordägor hon ärvt efter sin make vid dennes död 1847.  
Hon gifte sig 1827 med trädgårdsmästaren Harry Bridger Buxton, med vilken hon fick fem barn. Familjen emigrerade från England till Nya Zeeland år 1839. Redan vid ankomsten blev hon lärare i Thorndon, medan maken köpte mark och försökte utveckla det till ett gods. Efter makens död 1847 lyckades hon gradvis utveckla familjens gård till en alltmer framstående jordegendom. Hon grundade en riktig skola 1841, och etablerade den från 1849 i en exklusiv del av staden. Skolan växte parallellt med familjens gård från en småbarnsskola till en flickpension för förmögna familjers döttrar. Undervisningen bestod av sömnad, broderi, franska, etikett och hushållskunskaper förutom baskunskaper och motsvarade en typisk flickpension. Hon beskrivs som sträng men samtidigt snäll och omtyckt, hade hårer friserat i korkskruvslockar och var klädd i en enorm krinolin, som efter hennes makes död alltid var svart.